# Le Pellerin

Localització de Le Pellerin

Le Pellerin (en bretó Pentelloù, en gal·ló Pellerein ) és un municipi francès, situat a la regió de país del Loira, al departament de Loira Atlàntic, que històricament ha format part de la Bretanya. L'any 2006 tenia 4.181 habitants. Limita amb els municipis de Bouée, Cordemais, Saint-Étienne-de-Montluc, Couëron, Saint-Jean-de-Boiseau, Brains, Cheix-en-Retz, Rouans, Vue i Frossay.

## Demografia
| Evolució de la població |      |      |      |      |      |      |      |      |
| 1793                    | 1800 | 1806 | 1821 | 1831 | 1836 | 1841 | 1846 | 1851 |
| -                       | 1264 | -    | -    | -    | -    | -    | -    | -    |

| 1856 | 1861 | 1866 | 1872 | 1876 | 1881 | 1886 | 1891 | 1896 |
| ---- | ---- | ---- | ---- | ---- | ---- | ---- | ---- | ---- |
| -    | -    | 1833 | -    | -    | -    | -    | -    | -    |

| 1901 | 1906 | 1911 | 1921 | 1926 | 1931 | 1936 | 1946 | 1954 |
| ---- | ---- | ---- | ---- | ---- | ---- | ---- | ---- | ---- |
| -    | -    | -    | 2311 | -    | -    | 2256 | -    | 2507 |

| 1962 | 1968 | 1975 | 1982 | 1990 | 1999 | 2006 | 2011 | 2016 |
| ---- | ---- | ---- | ---- | ---- | ---- | ---- | ---- | ---- |
| 2667 | 2685 | 2902 | 3478 | 3712 | 3774 | -    | -    | -    |

| 2019 | - | - | - | - | - | - | - | - |
| ---- | - | - | - | - | - | - | - | - |
| -    | - | - | - | - | - | - | - | - |

## Administració
| Període   | Identitat         | Partit |
| --------- | ----------------- | ------ |
| 1989-1995 | René Guilloux     | PS     |
| 1995-2008 | Daniel Morisson   | PS     |
| 2008-     | Valérie Demangeau | PS     |

## Personatges il·lustres
- Joseph Fouché 1759-1820, duc d'Otranto i polític.